# 田丸氏
田丸氏（たまるうじ、たまるし）は、日本の氏族。伊勢国司から戦国大名となった北畠家の庶流。

## 概要
田丸氏の興りは伊勢国司北畠家の庶流で、第5代北畠政郷の四男・顕晴（親忠とも）が度会郡田丸城に入り、父の分割相続により与えられた土地の名を称し、田丸氏を名乗ったことに始まる。だが、彼は大永6年（1526年）に家臣によって謀殺された。
その後、北畠材親の3男（北畠晴具の次男、または3男）である具忠（国忠とも）が顕晴の養子となり、当主位を継いだ。なお、『寛政重修諸家譜』では「家伝にいわく、北畠大納言材親が三男中将具忠伊勢国田丸城に住して田丸を称号とす」とある。
田丸氏の人物としては、特に田丸直昌と田丸稲之衛門が著名である。
直昌は戦国時代に活躍した武将で、蒲生氏郷の妹婿でもあった。天正12年（1584年）に豊臣秀吉より所領を安堵され、蒲生氏郷の与力となり、文禄4年（1595年）に守山城5,000石を、慶長3年（1598年）に海津城40,000石、次いで慶長5年（1600年）に美濃岩村城40,000石を領した。同慶長5年（1600年）の関ヶ原の戦いでは西軍に属して改易され、越後国へ追放された。
子の田丸直茂が前田氏に仕え、のちに子孫は幕臣となったという。
田丸氏子孫から、幕末に田丸稲之衛門が出た。

## 田丸稲之衛門の系統について
戦国時代初期の伊勢守護・北畠政郷の四男・顕晴が度合郡田丸城に入り、田丸の苗字を称したことにはじまる。以降、田丸氏は初代田丸顕晴以下、歴代当主により田丸御所の尊称が継承され、北畠氏の一門の三大将として重きをなした。
しかし、顕晴は伊勢国の国人・関氏との戦いの最中、家臣である池山氏の謀叛に倒れ、家督はその子、田丸具忠が継承した。やがて、田丸具忠が老齢で隠居すると、その子・田丸直昌が家督と田丸城を継承した。直昌は織田信長の子の織田信雄の家臣となり、旧主であり一族でもある北畠氏一門の暗殺を命ぜられ、田丸城にて旧主一族を殺害した。やがて、直昌は羽柴秀吉の傘下となり、その重臣・蒲生氏郷の姉婿であることから、蒲生氏の家臣となる。蒲生氏が陸奥国会津に90万石を与えられると、直昌は3万石を与えられ須賀川城主となった。
その後、直昌は葛西大崎一揆や九戸政実の乱に出陣し、戦功により5万2000石に加増となり、森山城主に転じた。主君氏郷が死去すると、その子の蒲生秀行に従い、秀行が宇都宮城18万石に転封となると、直昌は信濃国川中島城主に封ぜられた。その後、徳川家康の命で美濃国岩村城に移り、4万石の封を得た。しかし、関ヶ原の戦いでは西軍に参陣し、西軍が敗れると敗将として越後国に流された。田丸直昌は出家したものの、その長男・田丸直茂は赦免され、蒲生家に帰参した。しかし、蒲生氏が絶家すると、浪人して加賀藩前田氏に仕えた後、江戸幕府の旗本となった。また、直昌の次男に直綱という人物がおり、その三男　直次の女が水戸藩士に嫁いだとされる。直次の女が嫁ぎ先で生んだ子直行が、田丸姓を冒して、水戸藩士・田丸家が成立した。以降、田丸家は直行、直暢、直諒と続き、稲之衛門直允を養子とした。
- 北畠政郷 - 田丸顕晴 - 田丸具忠 - 田丸直昌 - 田丸直綱 - 田丸直次 - 女 - 田丸直行（水戸藩士初代） - 田丸直暢 - 田丸直方 - 田丸直諒 ＝ 田丸稲之衛門直允

## 一族
- 田丸顕晴
- 田丸具忠
- 田丸直昌
- 田丸直允